# 大耳羚
大耳羚（学名：Dorcatragus megalotis）也称贝拉羚，是偶蹄目牛科大耳羚属（贝拉羚属）中唯一的一种，分布于东非的埃塞俄比亚和索马里等地。